# Althütte
Althütte là một xã ở huyện Rems-Murr ở bang Baden-Württemberg thuộc nước Đức. Đô thị này có diện tích 18,15 km², dân số thời điểm 31 tháng 12 năm 2006 là 4177 người.